# Università comunista Artem
L'Università comunista Artem (in ucraino Комуністичний університет імені Артема?, Komunistyčnyj universytet imeni Artema) è stata un'università per la formazione di alti funzionari del partito comunista bolscevico dell'Ucraina (PCbU), sindacali e governativi. L'università fu fondata nel 1922 a Charkiv (all'epoca parte della Repubblica Socialista Sovietica Ucraina) come riorganizzazione della Scuola Superiore del Comitato Centrale del PCbU.
L'università fu inizialmente composta da due dipartimenti, in seguito aumentati a quattro. Il periodo di formazione era di 3 anni. Una condizione importante per l'ammissione agli studi era aver svolto un'esperienza di lavoro in fabbrica o nel partito, nonché l'appartenenza al partito stesso: nel 1922 era richiesto un anno di esperienza, nel 1926 il requisito fu innalzato a 5 anni. L'università offriva anche corsi annuali per dirigenti.
Il posto di primo piano nel programma di studi era occupato dai seguenti argomenti:
- storia dei movimenti rivoluzionari in Russia, Ucraina, Galizia e Polonia, e nei Paesi dell'Occidente;
- storia delle formazioni socio-economiche;
- l'Unione Sovietica;
- politica del Partito Comunista nel campo dell'economia;
- storia del partito e questioni nazionali;
- storia del movimento sindacale;
- materialismo storico;
- fondamenti del marxismo-leninismo.

A partire dal 1928 l'università pubblicò la rivista “Corrispondenza Università Comunista” (in ucraino Заочний комуністичний університет?).
Il 7 ottobre 1932 l'università fu riorganizzata nella Scuola superiore comunista di agraria.